# Luca Garri
Luca Garri (Asti, 3 gennaio 1982) è un ex cestista italiano.

## Carriera
La sua migliore stagione è stata quella del 2005-06 a Biella dove ha avuto una media di 10,9 punti 6,1 rimbalzi e 2 recuperi con 27,2 minuti a partita. Il suo record di punti in serie A è stato di 23 alla Angelico Biella. Lungo di grande dinamismo ed ottimo gioco dentro l'area, è anche un buon tiratore dalla media e dalla lunga distanza; il suo gioco, fatto di una pericolosità offensiva da ogni lato del campo, e coadiuvato da grande capacità difensiva, lo ha fatto ruotare per discreto tempo intorno al giro della nazionale italiana di pallacanestro, di cui ha vestito la maglia anche nel 2004, anno in cui l'Italia ha vinto l'argento alle Olimpiadi di Atene.
Per gli Europei del 2007 Garri era stato inizialmente inserito nel gruppo come "riserva a casa" e non ha pertanto preso parte alla prima parte del raduno, ma si è aggregato solo in un secondo momento a causa del grave infortunio di Richard Mason Rocca e di altri problemi occorsi ai compagni di squadra.
Il 28 luglio del 2010 trova l'accordo con la Juve Caserta. Colleziona 30 presenze realizzando 6,7 punti e 3,8 rimbalzi per incontro.
Nel 2011 firma un contratto che lo legherà alla Pallacanestro Varese.
Il 11 agosto 2012 firma per l'Aquila Basket Trento. Dopo un girovagare nelle due stagioni successive fra Ferentino e Barcellona, esperienze non particolarmente brillanti, nell'estate 2015 torna a giocare in Piemonte, accasandosi alla società alessandrina del Derthona Basket, squadra di serie A2 di cui è capitano e con cui realizza 1197 punti.
Nel 2019 Luca Garri saluta il Derthona per accasarsi al Janus Basket Fabriano con cui continua a giocare e in più riesce anche a vincere il campionato di serie B 2020-2021.

## Vita privata
È sposato dal 2009 con Elena. Ha un cagnolino che si chiama Basket.

## Palmarès

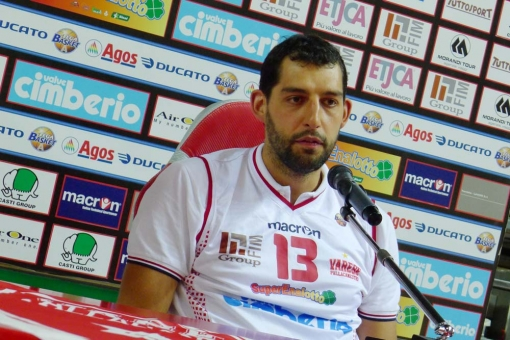
Luca Garri alla presentazione della Pallacanestro Varese (2011)

- 2º Posto alle Olimpiadi di Atene 2004
- 1º Posto ai Giochi del Mediterraneo (2005)
- Coppa Italia di Legadue: 2
 Aquila Trento: 2013

Derthona Basket: 2018
• 1 Serie B Nazionale 2020-2021
Janus Basket Fabriano

## Statistiche

### Cronologia presenze e punti in Nazionale
| Cronologia completa delle presenze e dei punti in Nazionale - Italia | Cronologia completa delle presenze e dei punti in Nazionale - Italia | Cronologia completa delle presenze e dei punti in Nazionale - Italia | Cronologia completa delle presenze e dei punti in Nazionale - Italia | Cronologia completa delle presenze e dei punti in Nazionale - Italia | Cronologia completa delle presenze e dei punti in Nazionale - Italia | Cronologia completa delle presenze e dei punti in Nazionale - Italia | Cronologia completa delle presenze e dei punti in Nazionale - Italia |
| Data                                                                 | Città                                                                | In casa                                                              | Risultato                                                            | Ospiti                                                               | Competizione                                                         | Punti                                                                | Note                                                                 |
| -------------------------------------------------------------------- | -------------------------------------------------------------------- | -------------------------------------------------------------------- | -------------------------------------------------------------------- | -------------------------------------------------------------------- | -------------------------------------------------------------------- | -------------------------------------------------------------------- | -------------------------------------------------------------------- |
| 14/07/2009                                                           | Bormio                                                               | Italia                                                               | 64 - 63                                                              | Rep. Ceca                                                            | Amichevole                                                           | 2                                                                    | [ 1 ]                                                                |
| 16/07/2009                                                           | Bormio                                                               | Italia                                                               | 85 - 49                                                              | Svezia                                                               |                                                                      | 3                                                                    | [ 2 ]                                                                |
| 18/07/2009                                                           | Bormio                                                               | Italia                                                               | 89 - 97                                                              | Rep. Ceca                                                            |                                                                      | 5                                                                    | [ 3 ]                                                                |
| 26/07/2009                                                           | Trento                                                               | Italia                                                               | 88 - 70                                                              | Nuova Zelanda                                                        |                                                                      | 11                                                                   | [ 4 ]                                                                |
| Totale                                                               |                                                                      | Presenze                                                             | 4                                                                    |                                                                      | Punti                                                                | 21                                                                   |                                                                      |